# Liste der Kulturdenkmäler in Sankt Thomas (Eifel)
In der Liste der Kulturdenkmäler in Sankt Thomas sind alle Kulturdenkmäler der rheinland-pfälzischen Ortsgemeinde Sankt Thomas aufgeführt. Grundlage ist die Denkmalliste des Landes Rheinland-Pfalz (Stand: 27. Juni 2022).

## Denkmalzonen
| Bezeichnung                                                    | Lage             | Baujahr | Beschreibung | Bild                           |
| -------------------------------------------------------------- | ---------------- | ------- | --- | ------------------------------ |
| Denkmalzone Zisterzienserinnenkloster Sankt Thomas an der Kyll | Hauptstraße Lage | um 1180 | Bering des um 1180 gegründeten Zisterzienserinnenklosters mit Kirche (1222 geweiht), Kloster- und Wirtschaftsgebäude aus dem 18. und 20. Jahrhundert, Torbauten und Gartenpavillon des 18. Jahrhunderts, Klostermühle mit mittelalterlichem Kern und Wirtschaftsbauten aus dem 18. und 19. Jahrhundert, einschließlich Lauf der Kyll, Mühl- und Abschlagsgraben und Wiesen | weitere Bilder Fotos hochladen |

## Einzeldenkmäler
| Bezeichnung                                        | Lage                                       | Baujahr                                    | Beschreibung | Bild                           |
| -------------------------------------------------- | ------------------------------------------ | ------------------------------------------ | --- | ------------------------------ |
| Grabkreuz                                          | Hauptstraße, bei Nr. 4 Lage                | 1744                                       | Kleeblattkreuz, bezeichnet 1744 und 1789 | Fotos hochladen                |
| Portal                                             | Hauptstraße, an Nr. 10 Lage                | 1758                                       | aufwändiges barockes Oberlichtportal, bezeichnet 1758 | Fotos hochladen                |
| Wegekreuz                                          | Hauptstraße, bei Nr. 10 Lage               | 1630                                       | Nischenkreuz, Kyllburger Typ, ehemals bezeichnet 1630 | Fotos hochladen                |
| Wegekreuz                                          | Hauptstraße, vor Nr. 16 Lage               | zwischen 1610 und 1630                     | oberes Ende eines Schaftkreuzes, wohl vom Kyllburger Typ, zwischen 1610 und 1630, Kleeblatt-Abschlusskreuz aus dem 18. Jahrhundert | Fotos hochladen                |
| Hofanlage                                          | Hauptstraße 22, Klosterstraße 1/3 Lage     | um 1800                                    | Streugehöft; Wohnhaus um 1800, zweites Wohnhaus um 1870 mit älteren Teilen, bezeichnet 1820, Hofpflaster und Garten; an der Stützmauer Schaftkreuz, 1724 | Fotos hochladen                |
| Zisterzienserinnenkloster Sankt Thomas an der Kyll | Hauptstraße 23 und 24 Lage                 | vor 1222                                   | Klosterkirche: spätromanisch-frühgotischer Saalbau, 1222 (Weihe), Dachkonstruktion und Dachreiter nach 1742; Klostergebäude: Dreiflügelanlage mit Walmdächern, ab 1744, Ostflügel 1912 ergänzt; um den Klostergarten Ringmauer, Pavillon bezeichnet 1787, zwei romanische Säulen; Torhaus mit Mansarddach, 1769, analoges Torhaus wohl um 1910/12; Ökonomie 1910/12; Umbau des nördlichen Wirtschaftsgebäudes zu zwei Quereinhäusern bezeichnet 1860 | weitere Bilder Fotos hochladen |
| Wegekreuz                                          | Hauptstraße, bei Nr. 24 Lage               | 1897                                       | Nischenkreuz, 1897 | Fotos hochladen                |
| Wegekreuz                                          | Hauptstraße, an Nr. 25 Lage                | spätes 17. oder frühes 18. Jahrhundert     | Vollnischenkreuz, spätes 17. oder frühes 18. Jahrhundert | BW                             |
| Wegekreuz                                          | Klosterstraße, gegenüber Nr. 11 Lage       | 1611                                       | obere Hälfte eines Nischenkreuzes, Kyllburger Typ, bezeichnet 1611 | Fotos hochladen                |
| Wegekreuz                                          | Mühlenstraße Lage                          | 1767                                       | Schaftkreuz, bezeichnet 1767 | Fotos hochladen                |
| Wegekreuz                                          | Mühlenstraße Lage                          | 1838                                       | reliefiertes Schaftkreuz, bezeichnet 1838 | Fotos hochladen                |
| Klostermühle                                       | Mühlenstraße 9 Lage                        | 15. oder 16. Jahrhundert                   | Hauptbau mit im Kern spätmittelalterlichem Wohnhaus, Umbau bezeichnet 1753, Scheunenanbau im 19. Jahrhundert, Mühlenanbau im 19. Jahrhundert, im Kern wohl älter, eingeschossiges Stallgebäude, bezeichnet 1809, mit Scheunenanbau; Gesamtanlage mit Mühl- und Abschlagsgraben mit Böschungsmauern und Bodenpflasterungen | Fotos hochladen                |
| Quereinhaus                                        | Mühlenstraße 11 Lage                       | zweite Hälfte des 18. Jahrhunderts         | Quereinhaus, fortgeschrittenes 18. Jahrhundert | BW                             |
| Wegekreuz                                          | nördlich des Ortes am Waldrand Lage        | 1629                                       | Vollnischenkreuz, Schaft vom Kyllburger Typ, bezeichnet 1629 | BW                             |
| Hofgut St. Johann                                  | nördlich des Ortes im Kylltal Lage         | 1754                                       | stattliches Wohnhaus mit Außenmauern und Dach der Johanneskapelle von 1754, Wappenstein, Fragment eines gotischen Fensters; Sockelkreuz, bezeichnet 1880; dreiflügeliger Wirtschaftshof, bezeichnet 1861, Südflügel im Kern wohl älter | BW                             |
| Wegekreuz                                          | nördlich des Ortes Lage                    | 1772                                       | Balkenkreuz, reliefiert, bezeichnet 1772 | BW                             |
| Wegekreuz                                          | nördlich des Ortes an der K 82 Lage        | 16. oder erste Hälfte des 17. Jahrhunderts | Nischenkreuz, 16. oder erste Hälfte des 17. Jahrhunderts | BW                             |
| Wegekreuze                                         | südlich des Ortes Lage                     | 1802                                       | Wegekreuze; Schaftkreuz, bezeichnet 1802; in Fundamentstein Abschlusskreuz, wohl aus dem 17. oder 18. Jahrhundert | BW                             |
| Bildstock                                          | südwestlich des Ortes bei Hof Kasholz Lage | 1756                                       | Bildstock, bezeichnet 1756 | BW                             |
| Wegekreuz                                          | westlich des Ortes am Waldrand Lage        | 1626                                       | Schaftkreuz, Kyllburger Typ, bezeichnet 1626 | BW                             |